# Жълтопера риба тон
Жълтоперата риба тон (Thunnus albacares) е вид бодлоперка от семейство Scombridae. Видът е почти застрашен от изчезване.

## Разпространение
Разпространен е в Австралия, Американска Самоа, Американски Вирджински острови, Ангола, Ангуила, Антигуа и Барбуда, Аруба, Асенсион и Тристан да Куня, Бангладеш, Барбадос, Бахамски острови, Белиз, Бенин, Бермудски острови, Бонер, Бразилия, Британски Вирджински острови, Бруней, Вануату, Великобритания, Венецуела, Виетнам, Габон, Гамбия, Гана, Гваделупа, Гватемала, Гвиана, Гвинея, Гвинея-Бисау, Гренада, Гуам, Демократична република Конго, Джибути, Доминика, Доминиканска република, Еквадор, Екваториална Гвинея, Западна Сахара, Йемен, Индия, Индонезия, Иран, Испания, Кабо Верде, Кайманови острови, Камерун, Кения, Кирибати, Кокосови острови, Колумбия, Коморски острови, Коста Рика, Кот д'Ивоар, Куба, Кюрасао, Либерия, Мавритания, Мавриций, Мадагаскар, Малайзия, Малдиви, Малки далечни острови на САЩ, Мароко, Мартиника, Маршалови острови, Мексико, Мианмар, Микронезия, Мозамбик, Монсерат, Намибия, Науру, Нигерия, Никарагуа, Ниуе, Нова Зеландия, Нова Каледония, Обединени арабски емирства, Оман, Остров Норфолк, Остров Рождество, Остров Света Елена, Острови Кук, Пакистан, Палау, Панама, Папуа Нова Гвинея, Перу, Питкерн, Португалия, Провинции в КНР, Пуерто Рико, Реюнион, Саба, Салвадор, Самоа, Сао Томе и Принсипи, САЩ, Свети Мартин, Северни Мариански острови, Сейнт Винсент и Гренадини, Сейнт Китс и Невис, Сейнт Лусия, Сейшели, Сен Естатиус, Сенегал, Сиера Леоне, Сингапур, Синт Мартен, Соломонови острови, Сомалия, Суринам, Тайван, Танзания, Того, Токелау, Тонга, Тринидад и Тобаго, Тувалу, Търкс и Кайкос, Уолис и Футуна, Фиджи, Филипини, Френска Гвиана, Френска Полинезия, Хаити, Хондурас, Хонконг, Чили, Шри Ланка, Южна Африка, Ямайка и Япония.